# Joseph Phillimore
Joseph Phillimore (1775–1855) est un avocat et homme politique anglais, professeur Regius de droit civil à Oxford à partir de 1809.

## Biographie
Il est le fils aîné de Joseph Phillimore, vicaire d'Orton on the Hill, Leicestershire, et de Mary, fille de John Machin de Kensington, né le 14 septembre 1775. Il fait ses études à la Westminster School et à Christ Church d'Oxford, où il s'inscrit le 30 mai 1793, obtient un BA en 1797, un BCL en 1800 et un DCL en 1804.
Admis membre du Collège des avocats le 21 novembre 1804, il exerce dans les tribunaux ecclésiastiques et de l'Amirauté et, en 1806-1807, est commissaire pour la disposition des navires prussiens et danois saisis en représailles pour la violation de la neutralité du Hanovre par le gouvernement prussien, et la soumission du Danemark à la France. En 1809, il succède à French Laurence (en) comme professeur regius de droit civil à Oxford, chancelier du diocèse d'Oxford et juge à la cour d'amirauté des Cinque ports. Le 17 mars 1817, il est réélu au parlement sous le patronage de Grenville pour l'arrondissement de St Mawes, Cornouailles, vacant par la mort de son ami Francis Horner ; il continue à la représenter jusqu'à la dissolution du 2 juin 1826. Il est ensuite (9 juin) réélu pour Yarmouth, île de Wight, mais ne se représente pas lors de la dissolution du 24 juillet 1830.
Phillimore est l'un des membres originaux d'un tiers-parti de courte durée formé en 1818. Au cours de sa brève carrière parlementaire, il se distingue par son plaidoyer en faveur de l'émancipation catholique et ses exposés sur le droit international. Il est placé au conseil de contrôle de l'Inde lors de sa reconstitution le 8 février 1822 et occupe ses fonctions jusqu'à la chute du gouvernement de Lord Goderich en janvier 1828. Le 23 janvier 1833, il est nommé commissaire principal pour le jugement final des revendications françaises en vertu des traités de 1815 et 1818. Il préside également la commission d'enregistrement nommée le 13 septembre 1836 et rédige le rapport. Phillimore est nommé avocat du roi à la cour d'amirauté le 25 octobre 1834, et chancelier du diocèse de Worcester et commissaire du doyenné de la cathédrale Saint-Paul la même année ; chancelier du diocèse de Bristol en 1842, et juge du tribunal du consistoire de Gloucester en 1846.
Il reçoit le diplôme honorifique de LL. D. de l'université de Cambridge en 1834, est élu membre de la Royal Society le 13 février 1840 et administrateur de l'association caritative Busby le 23 mai de la même année. Il conserve la chaire de droit civil à Oxford jusqu'à sa mort, qui a lieu à sa résidence, Shiplake House, près de Reading, le 24 janvier 1855.

## Famille
Phillimore épouse, le 19 mars 1807, Elizabeth (décédée en 1859), fille de Walter Bagot, recteur de Blithfield, Staffordshire, frère cadet de William Bagot, 1er baron Bagot, par qui il a, avec d'autres descendants, John George Phillimore, Greville Phillimore, Augustus Phillimore (en), Robert Phillimore et Richard Phillimore.